# FDP-Bundesparteitag 2017
Koordinaten: 52° 29′ 56,2″ N, 13° 22′ 28,3″ O

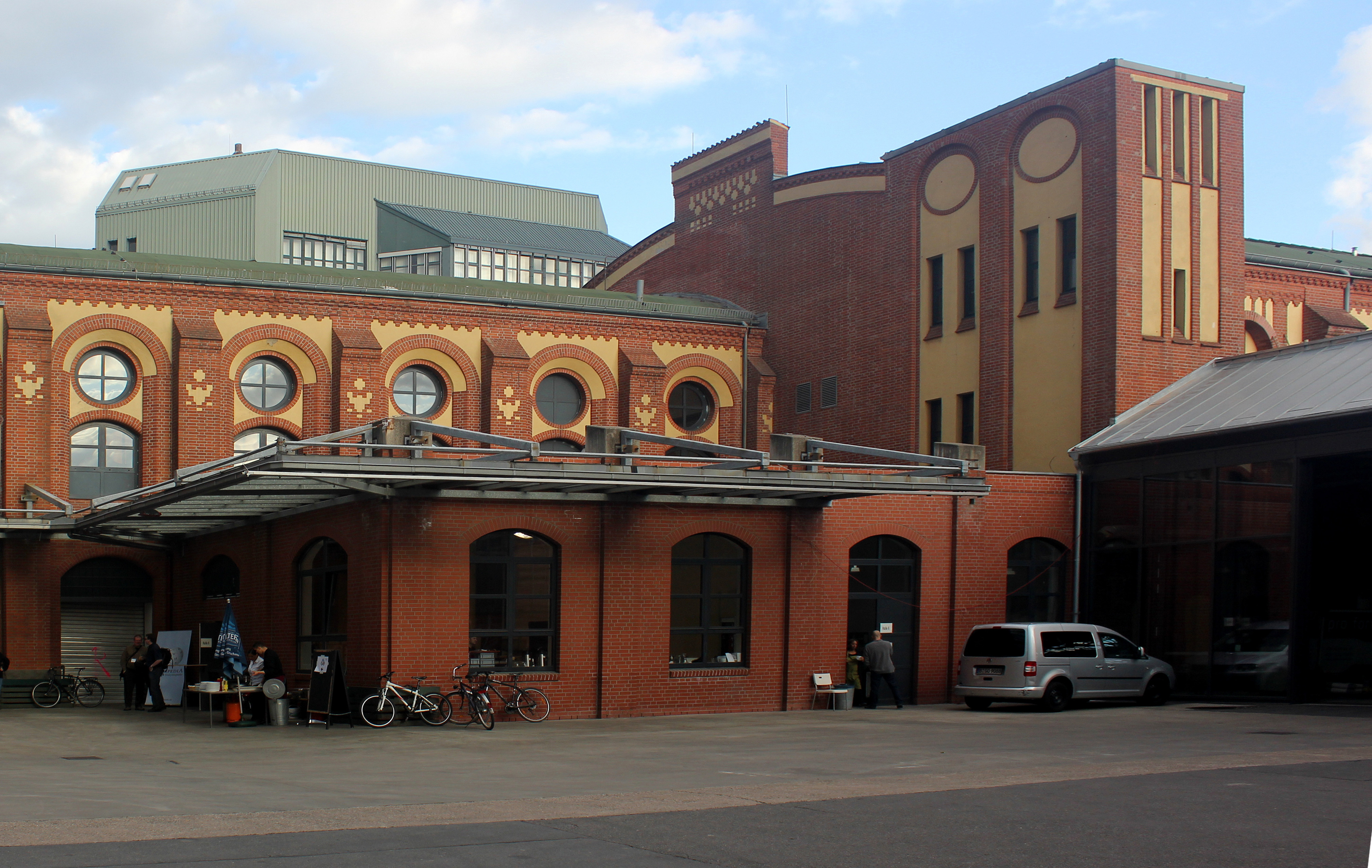
STATION Berlin

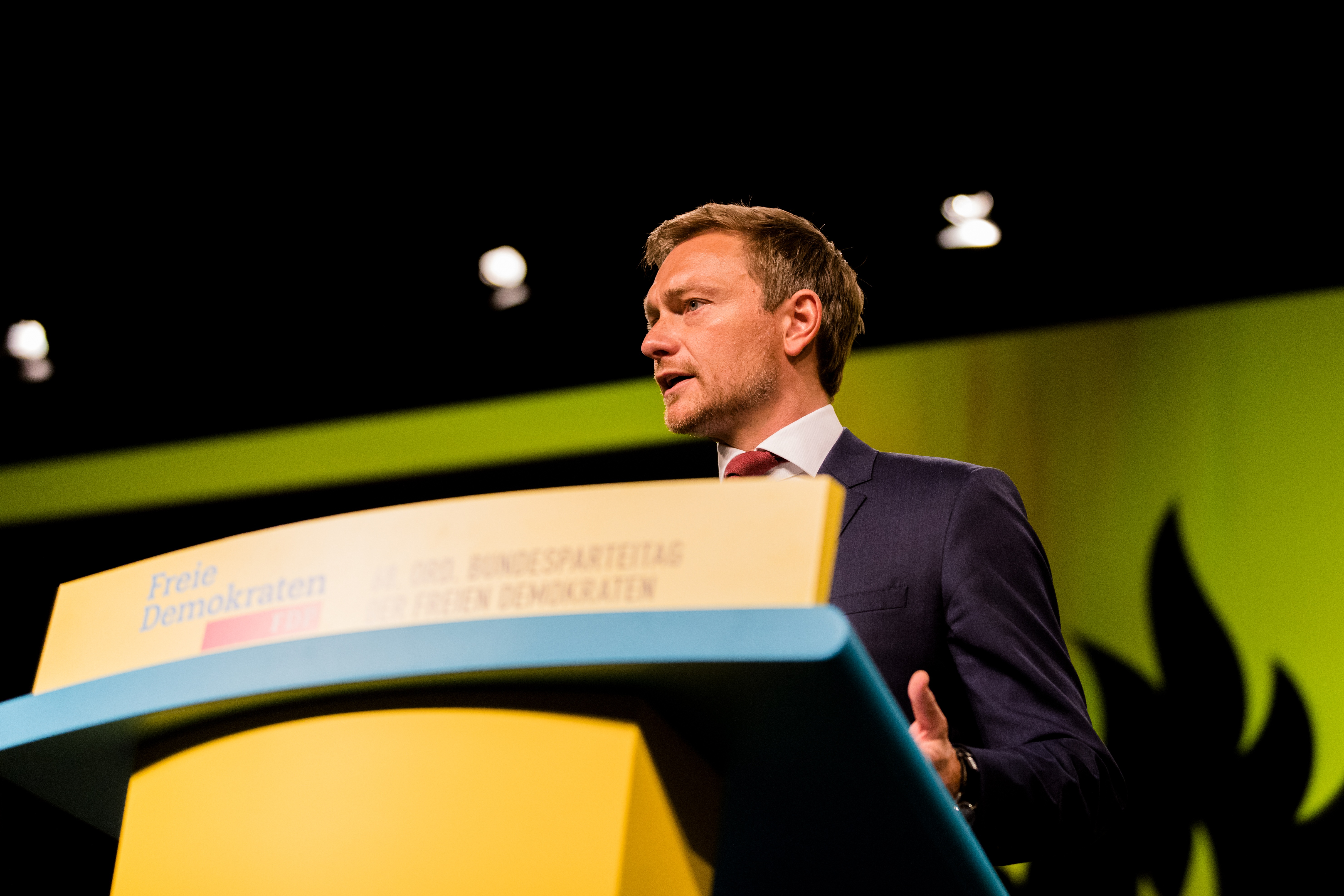
Christian Lindner auf dem Bundesparteitag in Berlin, 2017

Den Bundesparteitag der FDP 2017 hielt die FDP vom 28. bis 30. April 2017 im Messezentrum STATION-Berlin in Berlin ab. Es handelte sich um den 68. ordentlichen Bundesparteitag der FDP in der Bundesrepublik Deutschland.

## Ablauf
Der Bundesparteitag beschloss nach dreitägigen Diskussionen das Wahlprogramm „Schauen wir nicht länger zu“ der FDP zur Bundestagswahl 2017. Zu den zentralen Forderungen gehörten unter anderem die Aufhebung des Kooperationsverbots in der Bildungsfinanzierung sowie die Beschleunigung der Digitalisierung. Die FDP einigte sich darauf, Begrenzungen beim Doppelpass einführen zu wollen. In diesem Zusammenhang sprach sich die Partei für ein Einwanderungsgesetz und ein modernes Staatsbürgerschaftsrecht aus.

## Bundesvorstand
Dem Bundesvorstand gehören nach der Neuwahl 2017 an:
| Position                                  | Name |
| ----------------------------------------- | --- |
| Vorsitzender                              | Christian Lindner |
| Stellvertretender Vorsitzender            | Wolfgang Kubicki |
| Stellvertretende Vorsitzende              | Marie-Agnes Strack-Zimmermann |
| Stellvertretende Vorsitzende              | Katja Suding |
| Schatzmeister                             | Hermann Otto Solms |
| Beisitzer im Präsidium                    | Michael Theurer |
| Beisitzer im Präsidium                    | Volker Wissing |
| Beisitzer im Präsidium                    | Frank Sitta |
| Generalsekretärin                         | Nicola Beer |
| 1. Abteilung, Beisitzer im Bundesvorstand | Michael Georg Link, Daniel Föst, Lars Lindemann, Axel Graf Bülow, Hauke Hilz, Claas Voigt, Bettina Stark-Watzinger, René Domke, Sylvia Bruns, Johannes Vogel, Daniela Schmitt, Kirsten Cortez de Lobao, Roland Werner, Marcus Faber, Heiner Garg, Thomas Kemmerich                                    |
| 2. Abteilung, Beisitzer im Bundesvorstand | Lencke Steiner, Alexander Pokorny, Otto Fricke, Konstantin Kuhle, Linda Teuteberg, Christian Dürr, Joachim Stamp, Pascal Kober, Karl-Heinz Paqué, Stefan Ruppert, Jimmy Schulz, Manuel Höferlin, Judith Skudelny, Marcel Klinge, Bijan Djir-Sarai, Hans‐Joachim Otto, Andreas Reichel, Alexander Hahn |